# Liptovský Michal
Liptovský Michal és un poble i municipi d'Eslovàquia que es troba a la regió de Žilina, al centre-nord del país.

## Demografia
| Godina             | 1994 | 2004   | 2014    | 2024   |
| ------------------ | ---- | ------ | ------- | ------ |
| Nombre de persones | 249  | 269    | 302     | 306    |
| Diferència         |      | +8,03% | +12,26% | +1,32% |

| Godina             | 2023 | 2024   |
| ------------------ | ---- | ------ |
| Nombre de persones | 302  | 306    |
| Diferència         |      | +1,32% |